# Фармакологія
Фармакол́огія (грец. pharmakon — ліки, отрута; грец. logos — поняття, вчення)  — наука про ліки та їхню дію на живий організм. Це одна з найдавніших наук, яка виникла разом з медициною, але саме слово фармакологія згадується в медичній літературі лише з кінця 17 століття.
Фармакологія поділяється на теоретичну, експериментальну, клінічну; теоретична — на загальну, яка вивчає механізми впливу ліків на живий організм, і спеціальну, що вивчає вплив окремих лікувальних препаратів на людину чи тварину.

## Історія

### Історія в Україні
Здавна в Україні ліки виготовляли народні знахарі, головним чином з трав, а іноді з тканин тварин, передаючи рецепти на їх виготовлення з роду в рід. З поширенням християнства виготовлення ліків поступово перейшло до монастирів, зокрема ченці Києво-Печерської Лаври лікували хворих та забезпечували їх ліками власного виробництва. Ліки виготовлювали також кустарі; їх завозили з чужоземних країн, де їх продавали в так званих «зелених» крамницях, разом з горілкою та різними спеціями. Відомо, що в 16 і 17 ст. вже існували рукописні книги про ліки, що їх називали «травниками», «зелейниками» або «вертоградами». Перші аптеки Лівобережної України були утворені на початку 18 століття, коли Петро І наказав відкрити по великих містах «казенні» та дозволив засновувати приватні аптеки, якими здебільша керували чужоземні аптекарі;[джерело?] працювали та вчилися у них також особи з місцевого населення. Курс фармацевтичного навчання тривав 5 — 6 років, після чого аптекарські учні складали іспити на звання «ґезель» та відряджалися до польових аптек на 2 — 3 роки. По відбутті служби вони мали право складати іспити на звання провізора і самостійно працювали фармацевтами. За Катерини II у 1787 був виданий перший аптекарський указ, який регламентував всю аптекарську справу в Російській імперії, у тому числі й в Україні.[джерело?] Приблизно тоді ж вийшов у світ перший підручник з фармакології «Врачебное веществословие или описание целительных растений» (4 томи, 1783 — 89), що його написав лікар Н. Максимович-Амбодик. У 19 ст. при університетах були відкриті фармацевтичні відділи, а на медичних та ветеринарних факультетах почалося викладання курсів фармакології. Відповідно до встановленого 1845 порядку, аптеки набирали учнів з осіб, які мали освіту не менше 6 класів класичної гімназії. Після трирічного навчання та іспитів вони отримували звання аптекарських помічників. Далі, після трирічної практики в аптеці та продовження дворічного провізорського курсу при університеті і державних іспитів, вони здобували дипломи провізорів. Згодом вони могли там також складати іспити і захищати дисертації на звання маґістра фармації. Завідувати аптеками дозволялося тільки провізорам або магістрам. Лише в земських аптеках винятково могли працювати фельдшери під наглядом лікарів.
У період 15 — 18 ст., коли українські землі входили до складу Речі Посполитої, аптекарі мусили відбути відповідний вишкіл і мати апробату Краківської Академії; у Львові вони створили професійну корпорацію.
У Західній Україні з кінця 18 ст. діяли австрійські закони, в 1920 — 30-х роки польські. Аптекарські студії за Австрії тривали 2 роки, за Польщі — 4 роки, на фармацевтичних відділах Львівського університету, по закінченні яких студент одержував титул магістра. У 1868 — 93 роках у Галичині діяло Галицьке товариство аптекарів (видавало 1871 — 1939 журнал «Czasopismo Towarzystwa Aptekarsikiego»).

### ХХ сторіччя
По революції 1917 р. підготовку фармацевтів при аптеках скасовано. 1920 у Харкові засновано А. Розенфельдом Інститут Експериментальної Фармації. Фармацевтична та фармакологічна освіта мінялася багато разів; 1921 були засновані фармацевтичні навчальні інститути з 4річним курсом навчання (у Харкові й Одесі) та фармацевтичні технікуми з 3-річним навчанням (у Києві, Вінниці та Харкові); 1923 засновано хім.фармацевтичні фак. при Харківському та Одеському університетах; 1930 укр. фармацевтичні навчальні заклади перейшли з системи наркомату освіти до наркомату охорони здоров'я, після чого Одеський Інститут був перетворений на мед.аналітичний, а фармацевтичні технікуми на інститути з п'ятирічним терміном навчання. 1940 створено фармацевтичні фак. при Львівському Мед. Інституті та Київському Інституті для удосконалення провізорів. 1937 були введені звання кандидатів та докторів фармацевтичних наук. Після воєнного занепаду і відновлення (з деякими змінами) фармацевтичних інститутів 1954 створено курси удосконалення і спеціалізації фармацевтів та заочну підготову провізорів з осіб, які мають середню фармацевтичну освіту та стаж понад 5 pp. При Одеському Фармацевтичному Інституті утворено фак. заочної освіти.
Кадри фармакологів в Україні формуються в основному з лікарів, ветеринарів, хіміків та фармакологів. Розвитку фармакології сприяли праці О. Черкеса, П. Радіонова, Г. Петровського та ін. У розвитку фармацевтичної освіти в Україні чималу роль відіграли М. Валяшко (1874 — 1955), якого вважають за її засновника, та Я. Фіялков, який упродовж багатьох років завідував катедрою фармацевтичної хімії в Київ. Фармацевтичному Інституті. Укр. фармакологи з 1961 об'єднані в Наук. Фармацевтичне Товариство, яке через Всесоюзне Товариство підтримує зв'язки з Міжнар. організацією фармакологів, заснованою 1966. Див. також Аптеки.
В еміграції 1945 — 51 діяв фармацевтичний факультет при Укр. Техн.-Госп. Інституті в Мюнхені. Українські аптекарі США і Канади є членами Українського Лікарського Товариства Північної Америки, а його журнал «Лікарський Вісник» містить також дослідження з фармакології.
Нова сторінка Української фармакології почалася з повернення Анни додому з Британії. Там вона зацікавилася молекулярною біологією та хімією високих сполук. Тож її наполеглива праця дала свої плідні результати.

## Підрозділи
Фармакологія:
- Загальна фармакологія:[5]
  - фармакокінетика
  - фармакодинаміка
  - лікарська токсикологія[3]
- Спеціальна (інколи приватна) фармакологія[5][1][4]

Поділ за напрямками практичного і організаційного відношеннях:
- Хіміко-фармацевтична фармакологія
- Фармакологічний контроль
- Медико-біологічна фармакологія
- Клінічна фармакологія
- Фармакотерапія
- Ветеринарна фармакологія
- Фітофармакологія
- Хронофармакологія[6]
- Вікова фармакологія[7]
  - Геріатрична фармакологія
  - Педіатрична фармакологія
- Біохімічна фармакологія[6]
- Біофізична фармакологія
- Фармакогенетика[1][6]

- Фармація (аптечна справа):
  - Загальна фармація
  - Фармацевтична хімія
  - Клінічна фармація
  - Промислова фармація

## Класифікація ліків
Одне із поточних завдань фармакології — розробляння та підтримування систем класифікації ліків.
Для систематики та ідентифікації ЛП, присутніх на фармацевтичному ринку переважно у вигляді торговельних марок та дженериків, придатною є  класифікаційна система Міжнародних Непатентованих Назв (МНН) — англ. International Nonproprietary Nomes (INN).
Більш складнішою є Анатомо-терапевтично-хімічна класифікація (АТХ, англ. ATC).

## Освіта

### В Україні
Історія фармацевтичної освіти у Львівському університеті налічує більш як 150 років і офіційно розпочалася у 1853 р., коли 8 листопада 1853 р., згідно з Патентом Імператора Австрії Франца Йозефа І, на філософському факультеті Львівського університету було відкрите фармацевтичне відділення.[джерело?]
Упродовж 1853—1925 рр. фармацевтичне відділення функціонувало при філософському факультеті. У цей час відбулося відкриття перших кафедр, які й нині входять до складу фармацевтичного факультету Львівського національного медичного університету, а саме, фармакогнозії (рік заснув. — 1869), лікарської / медичної / біологічної хімії (рік заснув. — 1897).[джерело?]
30 червня 1924 р. за рішенням Вченої Ради філософського факультету фармацевтичне відділення у Львівському університеті було закрите. Однак, завдяки клопотанням аптекарів-фармацевтів Галичини після п'ятирічної перерви, у 1930 р. фармацевтичне відділення було відновлене як відділ у складі медичного факультету. При медичному факультеті фармацевтичний відділ функціонував до 1939 р., після чого був реорганізований у фармацевтичний факультет Львівського державного медичного інституту.[джерело?]
Науково-дослідні установи:
- ДНЦЛЗ